# アリー・ファンフリート
アリー・ヘリット・ファン・フリート（Arie Gerrit van Vliet、1916年3月16日 - 2001年7月9日）は、オランダ、ウルデン出身の自転車競技（トラックレース）選手。

## 経歴
1936年のベルリンオリンピックにおいて、1kmタイムトライアル金メダル、スクラッチ（現在のスプリント。以下スプリントと表記）銀メダルと活躍。また同年の世界自転車選手権・アマスプリントも制覇。
1937年にプロ転向。同年の世界選手権・プロスプリントでは、ベルギーのジェフ・シェーレンに決勝で敗れ、シェーレンの同種目6連覇達成を許したが、翌1938年の同大会同種目の決勝ではシェーレンを下し、7連覇を阻止した。
1948年の世界選手権・プロスプリントでは、フランスのルイ・ジェラルダンを下して2度目の世界一。また1953年には、イタリアのエンツォ・サッキを下して3度目の世界一の座に就いたが、37歳での世界一達成ということが評価され、同年のオランダ スポーツマンオブザイヤーに輝いた。
また、国内選手権・スプリントでは13回の優勝歴を誇り、グランプリ・ド・パリでは、4連覇を含む5回の優勝を果たしている。1957年に引退。